# Лариса (митология)
Вижте пояснителната страница за други значения на Лариса.
Лариса (на старогръцки: Λάρισσα, Larissa) в древногръцката митология е нимфа от Тесалия. Според Павзаний е една от дъщерите на царя на Аргос Пеласг и океанидата Мелибоя. Според Хеланик деца на Посейдон и Лариса са Пеласг, Фтий и Ахей, които по-късно се изселват в тесалска Хаймония. Вярна на любимия си, решава да се самоубие, но да не стане любовница на Зевс. Хвърля се в морето, но Посейдон я спасява и оставя на брега на Финикия.
Страбон пише за една Лариса, дъщеря на Пиас (Πίασος), княз на пеласгите в град Лариса на Хермос в Мала Азия. Преди женитбата ѝ с Кизик, цар на тракийските долиони (οἱ Δολίονες, οἱ Δολιεῖς) в Мизия, тя удавя баща си Пиас в бъчва вино, понеже я бил изнасилил.
Тя дава името на замък Лариса в Аргос и на два града в Тесалия – Лариса, Лариса Кремаста и крепостта Лариса.
На нея е наречена петата луна Лариса на планетата Нептун.